# ARM Cuauhtémoc (BE01)
La ARM Cuauhtémoc (Pennant number BE01) è il veliero utilizzato dalla Marina militare messicana come nave scuola per i cadetti della sua accademia navale. Costruita nei cantieri navali Astilleros Celaya S.A di Bilbao, in Spagna, la nave fu varata il 9 gennaio 1982 con il nome di Cuauhtémoc, in onore dell'omonimo sovrano azteco; entrò poi in servizio il 29 luglio 1982.
Il Cuauhtémoc è un brigantino a palo con scafo in acciaio ed è l'ultimo di quattro velieri simili costruiti nei cantieri navali di Bilbao sul modello del tedesco Gorch Fock; le unità sorelle, similmente impiegate come navi-scuola, sono la colombiana ARC Gloria, la venezuelana Simón Bolívar e la ecuadoriana BAE Guayas.

## Incidente di New York
La sera del 17 Maggio 2025, la nave è stata interessata da una collisione con il Ponte di Brooklyn, a New York. L'incidente, ripreso da diversi spettatori, ha causato due morti e numerosi feriti, oltre che ingenti danni agli alberi della nave stessa.